# Гідрофіти

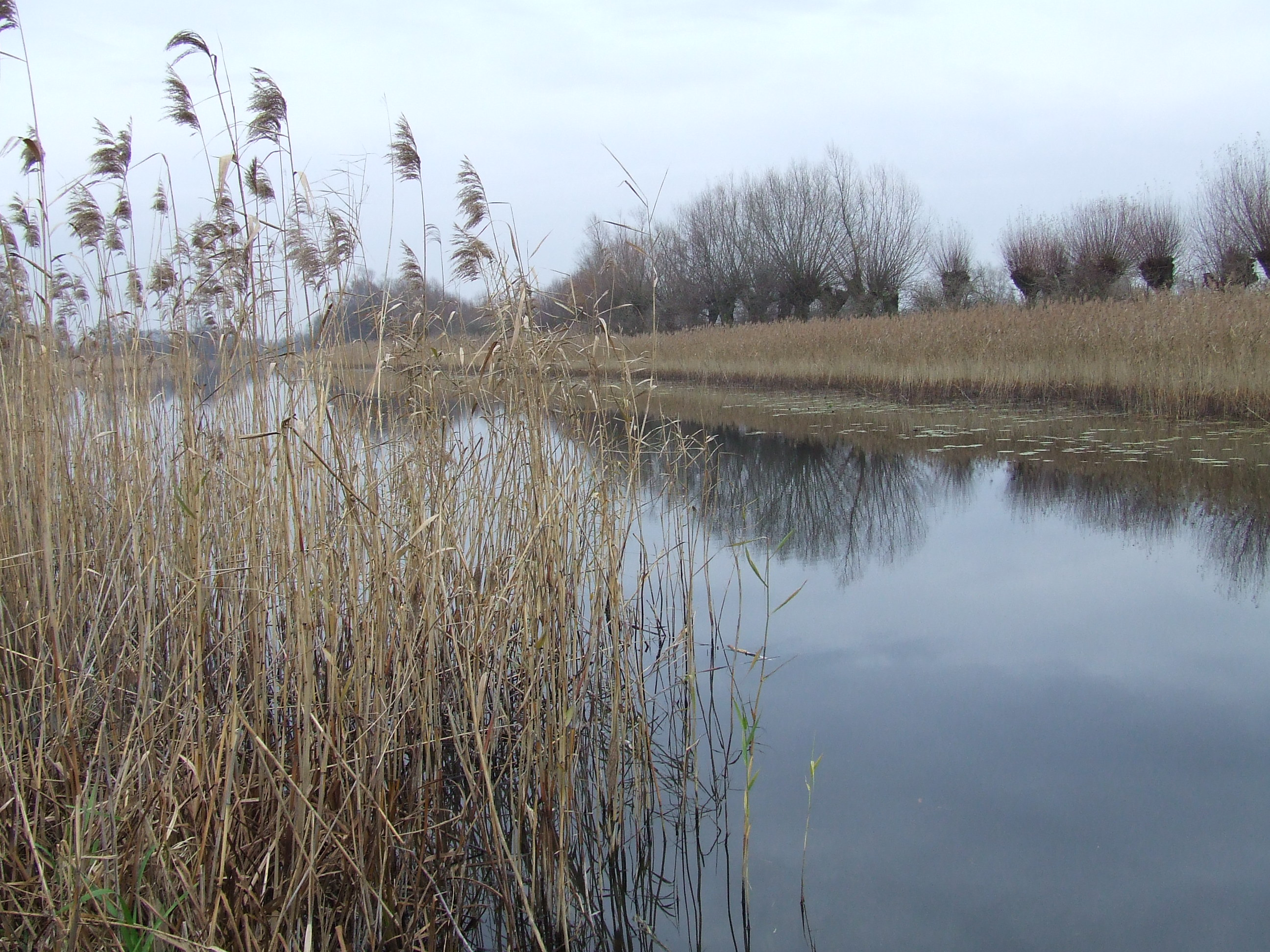
Типовий гідрофіт — очерет звичайний

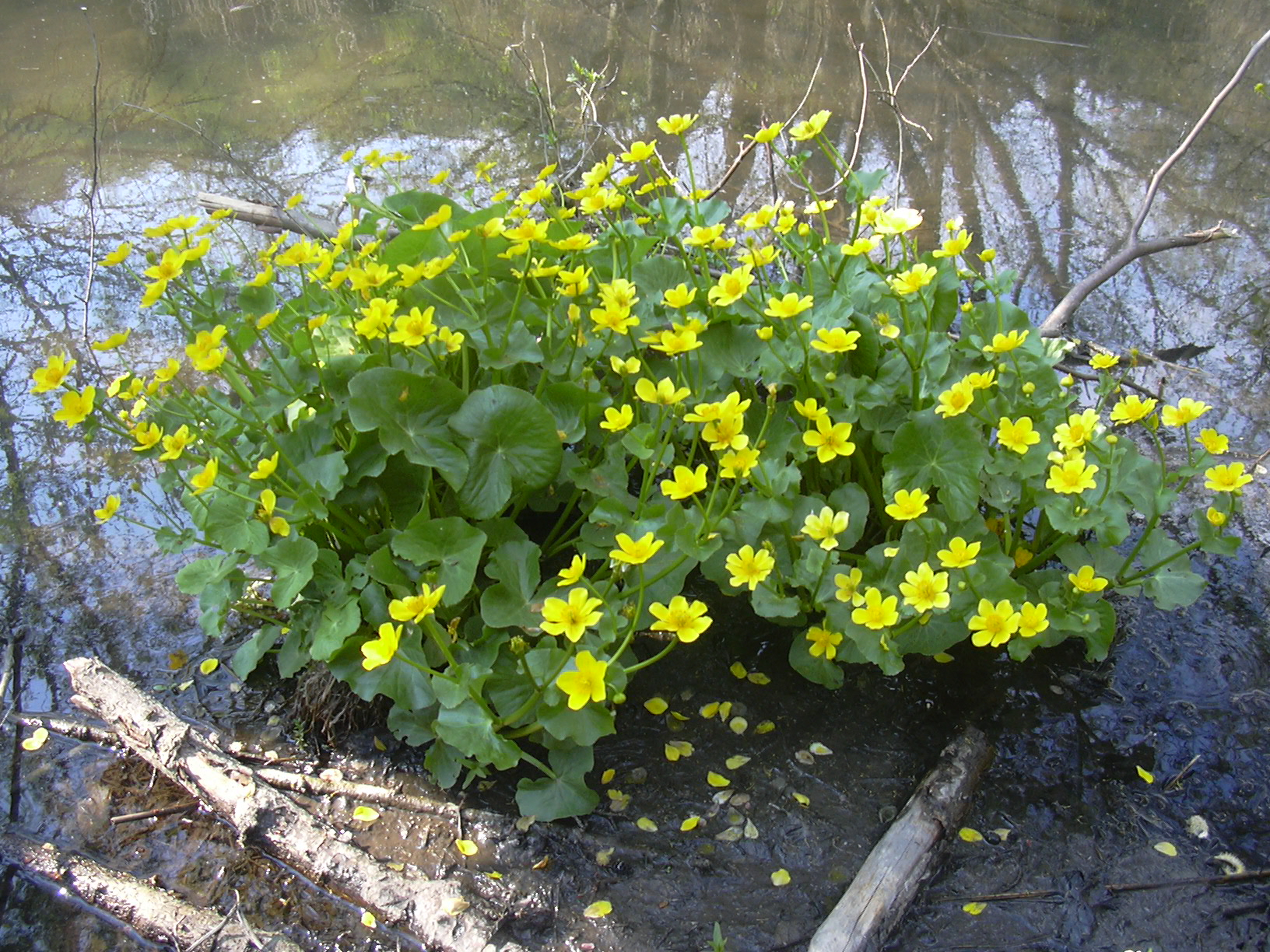
Калюжниця болотна

Гідрофіти (від дав.-гр. ὕδωρ, ὑδρο- («hydor, hydro-») — вода, φυτόν («phyton») — рослина) — рослини, які частково занурені у воду.
Гідрофіти — один з підрозділів системи життєвих форм рослин за Раункієром.
До гідрофітів належать, наприклад, рогіз вузьколистий, очерет звичайний, калюжниця болотна, частуха подорожникова, сусак зонтичний, стрілиця звичайна.
У цих рослин розвинуті провідна й механічні тканини, добре представлена аеренхіма. Листя за сильної інсоляції мають іншу структуру: епідерма має продихи; інтенсивність транспірації невелика.
Гідрофіти мешкають по берегах річок, озер, ставків і морів, а також на болотах і заболочених луках (гелофіти). Деякі гідрофіти можуть рости на вологих полях як бур'яни, як, наприклад, частуха, очерет та ін.
Коренева система у гідрофітів добре розвинена і служить як для проведення води і розчинених у ній поживних речовин, так і для зміцнення рослин на місцях їх проживання. На відміну від гідатофітів, гідрофіти мають добре розвинені механічні тканини і судини, які проводять воду. У тканинах гідрофітів багато міжклітинників і повітряних порожнин, за якими доставляється повітря в нижні частини рослини, тому що у воді менше кисню, ніж у повітрі.
Для гідатофітів і гідрофітів не обов'язкова вологість клімату, оскільки і в областях, недостатньо забезпечених опадами, навіть в пустелях, можуть існувати водойми, які повністю задовольняють потребу таких рослин у воді. Різкого розмежування між гідатофітами і гідрофітами не існує.
З культурних рослин до гідрофітів належить рис. Багато гідрофітів, беручи участь у процесі заростання водойм, є торфоутворювачами. Деякі гідрофіти, особливо серед однодольних рослин, служать кормом для худоби.